# Браун, Тим
Ти́моти Бра́ун (англ. Timothy Brown; 6 марта 1981, Конглтон, Англия) — новозеландский футболист, центральный полузащитник.

## Клубная карьера
Свою карьеру Браун начал в новозеландском клубе «Мирамар Рейнджерс», затем выступал в США, играя за команду Университета Цинциннати и клуб «Ричмонд Кикерс» из одной из низших американских лиг. В 2006 году Браун вернулся в Океанию, перейдя в австралийский «Ньюкасл Юнайтед Джетс», отыграв в котором один сезон он перешёл в «Веллингтон Феникс». В мае 2012 года принял решение о завершении футбольной карьеры.

## Национальная сборная
В национальной сборной Тим Браун дебютировал 31 мая 2004 года в матче со сборной Соломоновых Островов. Всего за сборную он провёл 31 матч. Браун принимал участие в составе Новой Зеландии в чемпионате мира 2010.